# روس ويلسون (مغني)
روس ويلسون (بالإنجليزية: Ross Wilson)‏ هو مغني وكاتب أغاني ومنتج أسطوانات أسترالي، ولد في 18 نوفمبر 1947 في ملبورن في أستراليا.

## وصلات خارجية
- الموقع الرسمي
- روس ويلسون على موقع IMDb (الإنجليزية)
- روس ويلسون على موقع ميوزك برينز (الإنجليزية)
- روس ويلسون على موقع ديسكوغز (الإنجليزية)